# گریو (دهانه)
گریو یک دهانه برخوردی در ماه‌ است.